# Medronho

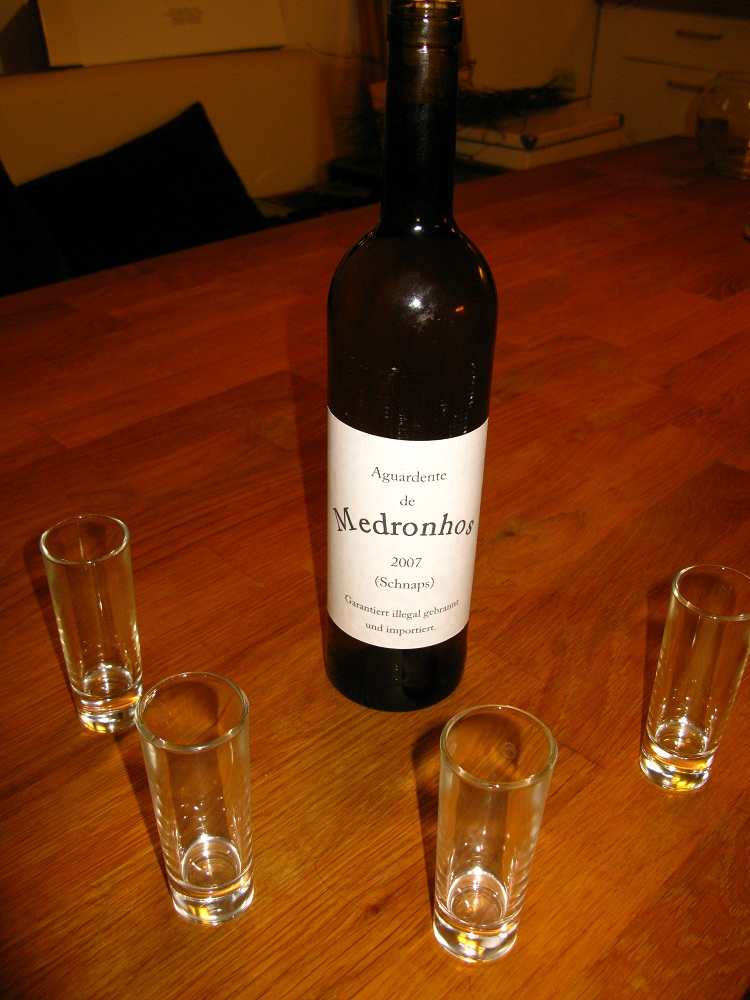
Medronho

Aguardente de Medronhos of kortweg medronho is een gedestilleerde drank uit Portugal, gemaakt van de vruchten van de aardbeiboom. Deze bomen groeien in het wild op de arme gronden van de Alentejo en de Algarve.
De vruchten worden voornamelijk verzameld door boeren en vervolgens verwerkt tot medronho, een drank met een alcoholpercentage van ongeveer 48%. De drank is niet eenvoudig verkrijgbaar via supermarkten. Hoewel maar weinig boeren over een licentie beschikken worden hun activiteiten gedoogd om de traditie in stand te houden.